# Aleksander Michałowski
Aleksander Michałowski (Kamianets-Podilskyï, 5 mai 1851 (17 mai 1851 dans le calendrier grégorien) – Varsovie, 17 octobre 1938) est un pianiste, pédagogue et compositeur polonais, qui, en plus de son immense maîtrise technique, a eu une profonde influence sur l'enseignement de l'art du piano, en particulier en ce qui concerne les œuvres de Chopin et de Bach, et a légué cet héritage à un grand nombre d'élèves.

## Biographie

### Formation
Aleksander Michałowski est né en 1851 à Kamianets-Podilskyï dans l'actuelle Ukraine, qui faisait alors partie de l'Empire russe. À partir de 1867, à l'âge de 16 ans, il étudie au Conservatoire de Leipzig avec Ignaz Moscheles, Carl Reinecke et Theodor Coccius. Coccius a été sa plus grande influence et il a beaucoup travaillé, souvent pendant dix heures par jour. En 1869, il part étudier à Berlin avec Carl Tausig qui a tenté de lui faire adopter une très haute position des doigts, ce qui a presque ruiné sa technique. Il se rend ensuite à Varsovie, où il s'installe définitivement dans les années 1870.
Vers cette époque, il devient l'ami de Karol Mikuli (1821–1897), ancien élève de Chopin entre 1844 et 1848 et qui a été à la tête du Conservatoire de Lvov. Mikuli lui transmit beaucoup d'idées sur l'interprétation des œuvres du compositeur ; Michałowski rencontre également un autre talentueux élève de Chopin, la princesse Marcelina Czartoryska (née Radziwiłł), qui a joué quelques mazurkas pour lui. Comme Moscheles a également été un ami de Chopin, Michałowski a obtenu une riche compréhension de la pensée et de l'interprétation pianistique de Chopin.

### Son style Chopin
Michałowski était familier avec toutes les œuvres de Chopin, et a consacré toute sa vie à leur étude. Lors de l’exécution, il changeait parfois le texte musical, et en a transcrit certains à la manière de Moriz Rosenthal. En 1878, il rend visite à Franz Liszt à Weimar. Au premier abord, en raison de ses liens avec le Conservatoire de Leipzig, il n'était pas le bienvenu, mais par la suite, il fait une telle impression, que Liszt a reconnu l'authenticité de l'interprétation et a approuvé les variantes qu'il y a introduit. Plus tard son successeur à Varsovie, Zbigniew Drzewiecki a écrit :

« En tant qu'interprète de Chopin, il a créé un certain style de rendu du compositeur d'œuvres qui ont trouvé de nombreux imitateurs. Il se composait de la ciselure des passages rapides en soulignant leur élégance dans le lissage des bords par de francs climax expressifs, en prêtant aux œuvres de Chopin un air intime et proche du sentimental. Et pourtant, cette légère sentimentalité était toujours sous le contrôle strict de la modération, la pureté instrumentale et du bon goût. »

### Principes d'enseignement
En 1874, Michałowski s'installe à Varsovie et se lance dans l'enseignement. En cours privés d'abord, et à partir de 1891, il est professeur des pianistes de concert de la classe à l'Institut de musique de Varsovie – à l'époque, sous la direction de Apolinary Katski), où il reste jusqu'en 1918. Après quoi il enseigne à l'École de musique Frédéric Chopin, de la Société de musique de Varsovie. Dans son enseignement, il a particulièrement souligné l'importance de contrepoint. Pendant les deux premières années de cours, il travaillait avec ses élèves beaucoup de Bach. Dans le cas de l'une de ses plus célèbres élèves, Wanda Landowska, cela a conduit à une carrière consacrée entièrement à Bach et à la musique baroque. Chopin lui-même avait une affinité particulière pour Bach. Michałowski a vu que les principes du contrepoint étaient des plus importants pour la compréhension des œuvres de Chopin. Il a également développé l'imagination et les aspects de bravoure dans le jeu de ses élèves. Il utilisait beaucoup de démonstration dans ses leçons et encourageait ses élèves à imiter les aspects de sa propre interprétation.

### Élèves et successeurs
Sans les deux guerres mondiales – dans certains cas, elles ont mis fin à leur carrière – beaucoup parmi ses nombreux étudiants auraient connu une célébrité internationales. Parmi eux-ci, Jerzy Żurawlew, fondateur du Concours de piano Frédéric-Chopin en 1927. Wanda Landowska, Vladimir Sofronitsky et Mischa Levitzki sont probablement ses plus célèbres des élèves. Jerzy Lefeld est devenu son secrétaire. Boleslaw Kon, un excellent élève, qui a également étudié avec Constantin Igoumnov, est mort en 1936, âgé de 30 ans seulement. Róża Etkin-Moszkowska a été tué lors de la retraite allemande de Varsovie en 1944. Henryk Pachulski (né en 1859) et Piotr Maszyński (né en 1855) sont parmi ses plus anciens élèves et Stanislaw Urstein, Edwarda Chojnacka, Wiktor Chapowicki, Józef Śmidowicz, Vladimir Sofronitsky, et Bolesław Woytowicz parmi les plus tardif. Heinrich Neuhaus, le célèbre professeur dont on trouve parmi ses élèves Sviatoslav Richter, Emil Guilels, Yakov Zak et Ryszard Bakst, a reçu des leçons de Michałowski. Radziwonowicz liste également Stefania Allina, Zofia Buckiewiczowa, Janina Familier Hepner, Zofia Frankiewicz, Stefania Niekrasz, Stanislaw Nawrocki, Ludomir Różycki, Piotr Rytel, Henryk Schulz-Evler, Władysław Szpilman, Juliusz Wolfsohn et Alexander Zakin comme élèves de Michałowski. Józef Turczyński, son successeur immédiat à Varsovie, et, après lui, Zbigniew Drzewiecki, n'ont pas été ses élèves, mais ont poursuivi son travail en tant qu'enseignants de l'école polonaise.

### Carrière tardive
Michałowski était aussi un musicien de chambre. Il a joué en duo avec le violoniste Stanisław Barcewicz, et en trios avec Barcewicz et le violoncelliste Alexandre Verzhbilovich.
Il a écrit 35 œuvres pour piano, généralement brèves et brillantes et produit une édition éducative des œuvres de Chopin. Il a gravé un nombre important de disques réalisés en trois périodes : la première autour de 1906, la seconde autour de 1918 et la dernière, dans les années 1930. Harold C. Schonberg, fameux critique du New York Time considère qu'ils ont révélé une « voix héroïque ». Bien qu'il ait eu un grand succès en tant que concertiste, il s'est de plus en plus tourné vers l'enseignement, en particulier lorsque sa vue a rapidement et fortement baissé à partir de 1912. Cependant, persuadé par une collègue, Madame Ruszczycówna, de retourner à la scène, il donne un grand nombre de concerts, notamment en 1919, pour la célébration du demi-siècle de ses débuts. En 1929, il donne les deux concertos de Chopin en un seul concert.
Il meurt à Varsovie le 17 octobre 1938,  âgé de 87 ans, à l'occasion de l'anniversaire de la mort de Chopin.